# Fliegerzielgeschwader 3
Das Fliegerzielgeschwader 3 war ein Verband der Luftwaffe der Wehrmacht im Zweiten Weltkrieg. Als Fliegerzielgeschwader, ausgestattet mit verschiedenen Flugzeugen, diente es der Schießausbildung der Flakartilleristen, indem es die Zieldarstellung in der Luft übernahm. Es wurde am 3. September 1944 aufgelöst.

## Geschichte
Der Geschwaderstab und die I. bis III. Gruppe entstanden am 1. Dezember 1943 in Schongau. (Lage)
Das Geschwader unterstand der Flieger-Zieldivision, die wiederum der Luftflotte 10 unterstellt war.
Der Geschwaderstab, die I. Gruppe und die II. Gruppe wurden am 3. September 1944 aufgelöst. Zuvor war schon im Juni 1944 die III. Gruppe in die Fliegerzielgruppe IV umgewandelt worden. Damit hatte das Geschwader aufgehört zu bestehen.